# Scrittura privata
Una scrittura privata, nel diritto italiano, è il documento redatto per iscritto (con qualunque mezzo: manuale, meccanico, elettronico) e sottoscritto con firma autografa da taluno che, in virtù della sottoscrizione, prende il nome di autore. 

## Descrizione
La struttura della scrittura privata si compone di vari elementi tra cui il corpo, la sottoscrizione e il testo. Il documento, inoltre, deve soddisfare i requisiti di privatezza, autenticità e genuinità.
Essa "fa piena prova, fino a querela di falso, della provenienza delle dichiarazioni da chi l'ha sottoscritta se colui contro il quale è prodotta ne riconosce la sottoscrizione ovvero se questa è legalmente considerata come riconosciuta". 
La regola di prova legale, però, non concerne la veridicità delle dichiarazioni stesse, che è sempre rimessa al libero convincimento del giudice. La legge considera sempre riconosciuta la scrittura privata cosiddetta "autenticata", che è stata sottoscritta alla presenza di un pubblico ufficiale che, previo accertamento, attesta l'identità della persona che sottoscrive.
Può anche essere redatto in forma digitale secondo le disposizioni del codice dell'amministrazione digitale.

### Effetti processuali
Nel processo civile la scrittura privata non autenticata deve ritenersi tacitamente riconosciuta quando la parte alla quale la scrittura è attribuita o contro la quale è prodotta è contumace ovvero, se costituita, non la disconosce nella prima udienza o nella prima difesa successiva alla produzione (art. 215 c.p.c.). 
Alla parte rimasta contumace deve essere notificato il verbale di causa in cui si dà atto della produzione della scrittura privata (Corte Cost., 28 novembre 1986, n. 250; 6 giugno 1989, n. 317). In ogni caso, ai sensi dell'art. 293, ultimo comma, c.p.c., "il contumace che si costituisce può disconoscere nella prima udienza o nel termine assegnatogli dal giudice istruttore, le scritture contro di lui prodotte".

### Il disconoscimento
Il disconoscimento è l'atto con cui la parte, in un giudizio civile, nega formalmente la propria scrittura o la propria sottoscrizione". Se però non è l'autore del documento, ma un suo erede o avente causa, può limitarsi a dichiarare di non conoscerne la scrittura o la sottoscrizione.
Il disconoscimento sposta l'iniziativa nel campo avverso: se la controparte intende valersi della scrittura disconosciuta, deve chiederne la verificazione, così aprendo un procedimento incidentale.

### Falsificazione
Dal 2014, la falsificazione delle scritture private e l'uso di scritture private false non sono più un reato, anche in caso di recidiva del reato (D. lgs. n. 28/2015 in attuazione della legge delega sulla non-punibilità per tenuità del fatto di cui alla legge m. 67/2014 art. 2, in particolare art. 485 c.p. - falsità in scrittura privata), restano un illecito amministrativo che può dare luogo alla richiesta di risarcimento del danno. Tuttavia, resta immutata la sanzione penale dell'art. 489 c.p. - uso di atto falso, non contemplato nell'elenco dei reati soggetti alla tenuità del fatto: tuttavia, con pene massime inferiori ai 5 anni di reclusione, e quindi teoricamente non più punibili.

Restano esclusi i documenti equiparati ad atti pubblici come assegni, cambiali, testamenti olografi, le rinegoziazioni dei mutui con scritture private che modificano un atto pubblico notarile di mutuo fondiario, oggetti per cui vale ancora l'art. 491 c.p.

### Autenticazione
La scrittura privata può essere sottoposta all'autenticazione di firma di un notaio, che verifica l'identità e la piena consapevolezza delle parti, mentre firmano in sua presenza (art. 2703 c.c.).
Negli anni dal 2010 si è diffuso un controllo di legalità sugli atti autenticati che ha progressivamente portato a ridurre distanza e differenze dagli atti pubblici ordinariamente gestiti dai notai, se non per l'elemento della lettura pubblica e successiva consultabilità dell'atto stesso, che non sono presenti per le scritture private.
In questo senso, già per gli atti pubblici era possibile un'autenticazione da parte di pubblico ufficiale diverso dal notaio (2699 c.c.). La legge Bassanini amplia notevolmente i casi di autenticazione di atti pubblici e introduce per la prima volta l'autenticazione di scritture private fuori dall'ambito notarile, da parte dei segretari comunali a patto che la scrittura costituisca un meccanismo d'impegno negoziale nei confronti del Comune da parte o nei confronti di almeno uno dei firmatari.
Un ulteriore modo per autenticare una firma autografa consiste nell'allegare al documento sottoscritto fotocopia della carta d’identità del sottoscrittore.
I documenti informatici firmati con firma digitale sono per definizione riconducibili al loro autore e non è quindi necessario autenticare la firma in altri modi.